# Medley (natación)
El medley o estilos es una forma de competición que junta los cuatro estilos de la natación.
Se practica en el siguiente orden en competiciones individuales: mariposa, espalda, pecho (braza) y crol (libre).
En el caso de competiciones por equipos, cada uno de los cuatro nadadores hace un estilo, en el siguiente orden: espalda, pecho, mariposa y crol. El orden es diferente ya que la salida se produce dentro del agua, al ser el espalda el primer estilo.
Las reglas para la salida son las mismas, pero en cada relevo el nadador debe completar la longitud de la piscina según la regla del estilo que esté nadando en ese momento (por ejemplo, no puede girar de frente antes que termine la piscina si está nadando de espalda).
En el caso de la competición por equipos, los nadadores van saliendo en la medida en que sus compañeros van llegando. Por ejemplo, cuando se da la salida, el primer nadador (espalda), cuando completa su prueba, debe tocar con la mano en el borde y solamente en este momento el próximo puede salir.